# Comuna Godinești, Herța
Godinești (în ucraineană Годинівка, transliterat: Hodînivka) este o comună în raionul Herța, regiunea Cernăuți, Ucraina, formată din satele Godinești (reședința) și Lucovița.

## Demografie
Componența lingvistică a comunei Godinești
     Română (95,99%)
     Ucraineană (3,47%)
     Alte limbi (0,48%)
Conform recensământului din 2001, majoritatea populației comunei Godinești era vorbitoare de română (95,99%), existând în minoritate și vorbitori de ucraineană (3,47%).